# Geochicas
Geochicas es una colectiva de feministas vinculadas con OpenStreetMap, originalmente hispanohablantes, que trabajan para el empoderamiento femenino y la reducción de la brecha de género en las comunidades de OpenStreetMap y en comunidades asociadas al mundo del software libre y datos abiertos. Geochicas tiene hoy día usuarias en al menos tres continentes.
Los ejes temáticos de Geochicas son:
- La lucha contra la violencia de género contra mujeres y niñas
- La atención a la salud de la mujer
- La visibilización de las movilizaciones feministas
- La comprehensión de los mecanismos de liderazgos y sus frenos en la dimensión colectiva.[4]

## Historia
Geochicas nació en 2016, días antes de la conferencia anual de OpenStreetMap, State of the Map (SoTM) LatAm 2016, en São Paulo, Brasil, con el objetivo de discutir en un panel que se propondría como una actividad permanente, sobre las causas e implicaciones de la baja participación de mujeres en la construcción del mapa. Las conclusiones de este panel y foro con el total de los asistentes permitió construir la agenda inicial de Geochicas, y vincular las primeras integrantes
La idea surgió de tres participantes, Miriam González, Selene Yang y Céline Jacquin, quienes con este propósito participaron a la organización de actividades en SOTM de São Paulo. Organizaron un encuentro previo entre mujeres asistentes para hablar sobre las problemáticas que enfrentan como mujeres en sus comunidades geodateras y conocer su interés para formar una red o colectiva. Se llevó a cabo un panel al cierre de la conferencia donde se plantearon los temas problemáticos de la brecha de género en OpenStreetMap, y se conversó con el conjunto mixto de la comunidad presente sobre la implicación para un mapa tan importante para todo tipo de tomas de decisiones en el mundo. Se diseñaron como conclusiones del panel las primeras líneas de una agenda de trabajo y se creó un canal de comunicación integrando a las mujeres presentes interesadas. La popularidad de este evento condujo a la creación en forma de una colectiva enfocada en mirar el mapa de América Latina y el mundo, a través de una lente feminista.

## Proyectos
En 2016 y 2017 las Geochicas crearon mapas tanto de las clínicas oncológicas de Nicaragua, como de los feminicidios en ese país. Por esos mismos años crearon campañas de visibilización en Twitter con el hashtag "#MujeresMapeandoElMundo", la "Encuesta Internacional sobre Representación de Género" en OpenStreetMap.
En 2018 crearon un mapa virtual para visibilizar la falta de representación de nombres de mujeres en las calles de ciudades de América Latina y España.
Se obtuvo un subgrant de Humanitarian OpenStreetMap Team para levantar información en campo en región de Oaxaca (México) afectada por los sismos de 2017 a través de una travesía en 20 pueblos realizando foto-mapeo con Mapillary y entrevistas a mujeres.
Se impulsó la estrategia de capacitación horizontal "Espacios Formativos" con una serie de webinars comunitarios de capacitación en tecnologías y de ciencia de datos.
En 2019 se inició un grupo de trabajo interno, basado en México, sobre la violencia feminicida, resultando en un acercamiento con la colectiva Geobrujas. Para el Día Internacional de las Mujeres, se impulsó un Editatón + Mapatón regional para la recolección de datos sobre infraestructura de salud para mujeres.
Se realizó un mapa colaborativo mundial de los performances de "Un Violador En Tu Camino" inspirados en la iniciativa de la colectiva Las Tesis. Esta propuesta se prolongó en el mapeo de movilizaciones para el Día Internacional de Las Mujeres en el 2020.